# Motion (álbum de Calvin Harris)
Motion é o quarto álbum de estúdio do DJ escocês Calvin Harris, lançado a 31 de outubro de 2014, através da Deconstruction Records, Fly Eye Records e Columbia Records.
Em 14 de março de 2014, "Summer", com vocais de Calvin Harris, estreou no Capital FM. A faixa foi lançada em 14 de março de 2014, como primeiro single de Motion. Ela estreou-se no número um no Reino Unido e Irlanda.
Em junho de 2014, Harris anunciou o terceiro single de Motion, "Blame", através do Twitter. Ele conta com os vocais de John Newman. Mais tarde naquele mês, em 26 de junho de 2014, Calvin Harris enviou uma faixa com foco no dancefloor chamada "C.U.B.A.", no SoundCloud. A canção serviria de base para o quinto single do álbum, "Open Wide", com Big Sean.

## Alinhamento de faixas
| N.º | Título                                                 | Compositor(es)                               | Produtor(es)       | Duração |  |
| 1.  | "Faith"                                                | Calvin Harris, John Newman, Steve Mac        | Harris             | 3:39    |  |
| 2.  | "Under Control" (com Alesso e a participação de Hurts) | Harris, Alessandro Lindblad, Theo Hutchcraft | Harris, Alesso     | 3:04    |  |
| 3.  | "Blame" (com John Newman)                              | Harris, John Newman, James Newman            | Harris             | 3:32    |  |
| 4.  | "Love Now" (com All About She)                         | Harris, All About She                        | Harris             | 3:38    |  |
| 5.  | "Slow Acid"                                            | Harris                                       | Harris             | 3:41    |  |
| 6.  | "Outside" (com Ellie Goulding)                         | Harris, Goulding                             | Harris             | 3:47    |  |
| 7.  | "It Was You" (com Firebeatz)                           | Harris, Firebeatz                            | Harris, Firebeatz  | 3:44    |  |
| 8.  | "Summer"                                               | Harris                                       | Harris             | 3:42    |  |
| 9.  | "Overdrive" (com Ummet Ozcan)                          | Harris, Ozcan                                | Harris, Ozcan      | 4:51    |  |
| 10. | "Ecstasy" (com Hurts)                                  | Harris, Hutchcraft                           | Harris             | 3:41    |  |
| 11. | "Pray to God" (com Haim)                               | Harris, Haim, Ariel Rechtshaid               | Harris, Rechtshaid | 3:52    |  |
| 12. | "Open Wide" (com Big Sean)                             | Harris, Big Sean                             | Harris             | 3:07    |  |
| 13. | "Together" (com Gwen Stefani)                          | Harris, Stefani, Benjamin Levin, Ryan Tedder | Harris             | 3:38    |  |
| 14. | "Burnin" (com R3hab)                                   | Harris                                       | Harris, R3hab      | 3:54    |  |
| 15. | "Dollar Signs" (com Tinashe)                           | Harris, Tinashe                              | Harris             | 3:56    |  |

## Desempenho nas tabelas musicais
| Tabela musical (2014)                              | Melhor posição |
| -------------------------------------------------- | -------------- |
| Alemanha - Offizielle Top 100                      | 20             |
| Austrália - ARIA Albums Chart                      | 3              |
| Áustria - Ö3 Austria Top 40                        | 13             |
| Bélgica - Ultratop 50 (Flandres)                   | 20             |
| Bélgica - Ultratop 50 (Valónia)                    | 25             |
| Canadá - Canadian Albums                           | 2              |
| Dinamarca - Hitlisten                              | 23             |
| Escócia - Scottish Albums Chart                    | 1              |
| Estados Unidos - Billboard 200                     | 5              |
| Estados Unidos - Billboard Dance/Electronic Albums | 1              |
| Finlândia - Suomen virallinen lista                | 14             |
| Irlanda - Top 100 Artist Album                     | 5              |
| Itália - FIMI                                      | 16             |
| Nova Zelândia - NZ Top 40 Albums                   | 4              |
| Países Baixos - Mega Album Top 100                 | 25             |
| Portugal - Top 30 Artistas                         | 23             |
| Reino Unido - UK Albums Chart                      | 2              |
| Reino Unido - UK Dance Albums Chart                | 1              |
| Suécia - Sverigetopplistan                         | 4              |
| Suíça - Schweizer Hitparade                        | 2              |

## Histórico de lançamento
| País        | Data                   | Formato              | Editora discográfica              |
| ----------- | ---------------------- | -------------------- | --------------------------------- |
| Alemanha    | 31 de Outubro de 2014  | CD, descarga digital | Sony                              |
| Austrália   | 31 de Outubro de 2014  | Descarga digital     | Sony                              |
| Suécia      | 31 de Outubro de 2014  | Descarga digital     | Sony                              |
| França      | 3 de Novembro de 2014  | Descarga digital     | Sony                              |
| Noruega     | 3 de Novembro de 2014  | Descarga digital     | Sony                              |
| Portugal    | 3 de Novembro de 2014  | Descarga digital     | Sony                              |
| Reino Unido | 3 de Novembro de 2014  | Descarga digital     | Deconstruction, Fly Eye, Columbia |
| Reino Unido | 11 de Novembro de 2014 | CD                   | Deconstruction, Fly Eye, Columbia |
| Itália      | 11 de Novembro de 2014 | CD                   | Columbia                          |
| França      | 12 de Novembro de 2014 | CD                   | Columbia                          |